# Thoksila
 (juin 2017).
Thoksila (en népalais : ठोक्सिला) est un comité de développement villageois du Népal situé dans le district d'Udayapur. Au recensement de 2011, il comptait 21 281 habitants.